# James Goldstone
Pour les articles homonymes, voir Goldstone.
James Goldstone est un réalisateur américain né le 8 juin 1931 à Los Angeles (Californie) et mort le 5 novembre 1999 à Shaftsbury (Vermont).

## Filmographie

### Réalisateur
- 1955 : Highway Patrol (en) (série TV)
- 1957 : Perry Mason (série TV)
- 1961 : Le Jeune Docteur Kildare (Dr. Kildare) (série TV)
- 1963 : Au-delà du réel (The Outer Limits)
- 1963 : L'Homme à la Rolls (Burke's Law) (série TV)
- 1964 : Voyage au fond des mers (Voyage to the Bottom of the Sea) (série TV)
- 1965 : Honey West (série TV)
- 1965 : Rawhide (série TV)
- 1966 : Le Cheval de fer (TV)
- 1967 : Code Name: Heraclitus (en) (TV)
- 1967 : L'Homme de fer (TV)
- 1968 : Un colt nommé Gannon (A Man Called Gannon)
- 1968 : Ombre sur Elveron (Shadow Over Elveron) (TV)
- 1968 : Les Complices (Jigsaw)
- 1969 : Virages (Winning)
- 1971 : Brother John
- 1971 : L'Aube écarlate (en) (Red Sky at Morning)
- 1971 : The Gang That Couldn't Shoot Straight
- 1972 : Ils ne tuent que leurs maîtres (They Only Kill Their Masters)
- 1974 : Cry Panic (TV)
- 1974 : Dr. Max (TV) (+ producteur)
- 1974 : Things in Their Season (TV)
- 1975 : Journey from Darkness (TV)
- 1975 : Printemps perdu (en) (Eric) (TV)
- 1976 : Le Pirate des Caraïbes (Swashbuckler)
- 1977 : Le Toboggan de la mort (Rollercoaster)
- 1980 : Le Jour de la fin du monde (When Time Ran Out...)
- 1981 : Kent State (TV)
- 1982 : Charles & Diana: A Royal Love Story (TV)
- 1983 : Rita Hayworth: The Love Goddess (TV)
- 1984 : Calamity Jane (TV)
- 1984 : Le soleil se lève aussi (The Sun Also Rises) (TV)
- 1986 : Dreams of Gold: The Mel Fisher Story (TV)
- 1988 : Les Voyageurs de l'infini (Earth Star Voyager) (TV)
- 1990 : Mariage en noir (The Bride in Black) (TV)